# Mokslo ir enciklopedijų leidybos centras
Mokslo ir enciklopedijų leidybos centras – litewskie wydawnictwo z siedzibą w Wilnie. Specjalizuje się w wydawaniu encyklopedii i dzieł referencyjnych. Zostało założone w 1997 roku. Do 2010 roku wydawnictwo nosiło nazwę Mokslo ir enciklopedijų leidybos institutas.
Jego nakładem wyszła m.in. 25-tomowa encyklopedia Visuotinė lietuvių enciklopedija (2001–2014).